# Heilwig Jacob (Leichtathletin)
Heilwig Jacob, bis April 1964 Heilwig Winkler (* 4. Juli 1942 in Sorau), ist eine ehemalige deutsche Leichtathletin, die für die DDR im 100-Meter- und im 200-Meter-Lauf antrat.

## Sportliche Karriere
Heilwig Jacob startete für den SC Motor Jena. Bei den DDR-Meisterschaften 1963 in Jena war sie Zweite über 100 Meter hinter Hannelore Raepke, 1964 in Jena gewann sie den Titel. 1963 war sie außerdem Dritte über 200 Meter, 1964 Zweite hinter Raepke. In der Halle siegte sie 1964 und 1965 über 50 Meter.
Von 1961 bis 1964 nahm Heilwig Winkler, beziehungsweise Heilwig Jacob an zehn Wettkämpfen im Nationaltrikot teil. Bei den Olympischen Spielen 1964 in Tokio schied sie sowohl über 100 Meter als auch über 200 Meter in der zweiten Runde aus.

## Familie
Heilwig Winkler heiratete im April 1964 den Zehnkämpfer Roland Jacob, der 1961 einmal im Nationaltrikot für die DDR antrat. Beider Tochter Stefanie Jacob wurde 1983 in Schwechat Junioreneuropameisterin mit der 4-mal-100-Meter-Staffel. Stefanies Tochter Eleni Frommann war bei den Juniorenweltmeisterschaften 2016 Dritte mit der 4-mal-100-Meter-Staffel.